# Sintagma verbale
Il sintagma verbale (SV) è in linguistica strutturale un sintagma che ha per testa un verbo (ossia un costituente strutturale che appartiene alla categoria lessicale "verbo"). Corrisponde a ciò che la linguistica strutturale americana indica come Verb Phrase (VP).

## Esempi
In un enunciato come è arrivato il mio amico, il sintagma è arrivato si trova in posizione predicativa, in quanto indica una qualità o un'azione inerente al soggetto intorno al quale viene effettuata la comunicazione. Normalmente all'enunciato possono essere aggiunti altri sintagmi che fungono da completamento o altri modificatori. Quando il sintagma è composto dal solo verbo, esso corrisponde al predicato verbale: Gianni corre, oggi è nata una stella.
Nel sintagma verbale può essere compreso anche l'oggetto dell'azione. Così, nell'enunciato Pierino mangia la mela, avremo due sintagmi: il primo, nominale, che comprende "Pierino", il secondo, verbale, che comprende "mangia la mela".
È ugualmente un sintagma il costrutto copulativo, formato generalmente dal verbo essere (ma in tedesco p.e. sono verbi copulativi anche werden ("diventare") e bleiben ("restare"). Presentano dunque sintagmi verbali gli enunciati è bello, non sembra facile o, in latino, pulchrum pro patria mori e in arabo huwa jamīl.
Il sintagma verbale può essere formato da una testa verbale e da modificatori avverbiali, come in espressioni quali vado via o nel caso dei verbi idiomatici inglesi (to take off) o tedeschi in alcuni contesti (anrufen anziché ich rufe wieder an).
Allo stesso modo il significato del sintagma verbale può essere integrato da sintagmi determinanti la cui testa è una preposizione, che può essere quindi accessoria e funzionale al contesto, come in l'auto sta andando al massimo, dove il sintagma preposizionale funge da modificatore avverbiale rispetto al sintagma verbale, nel quale il verbo mantiene il significato fondamentale.
In altri casi invece i sintagmi possono essere legati inscindibilmente: ad esempio, quel prodotto è andato a ruba, dove il sintagma preposizionale è parte integrante del sintagma verbale, che nel suo complesso assume un significato preciso e diverso da andare.
Ogni enunciato deve comunque sempre tenere conto del contesto in cui viene formulato.